# 好孩子國際

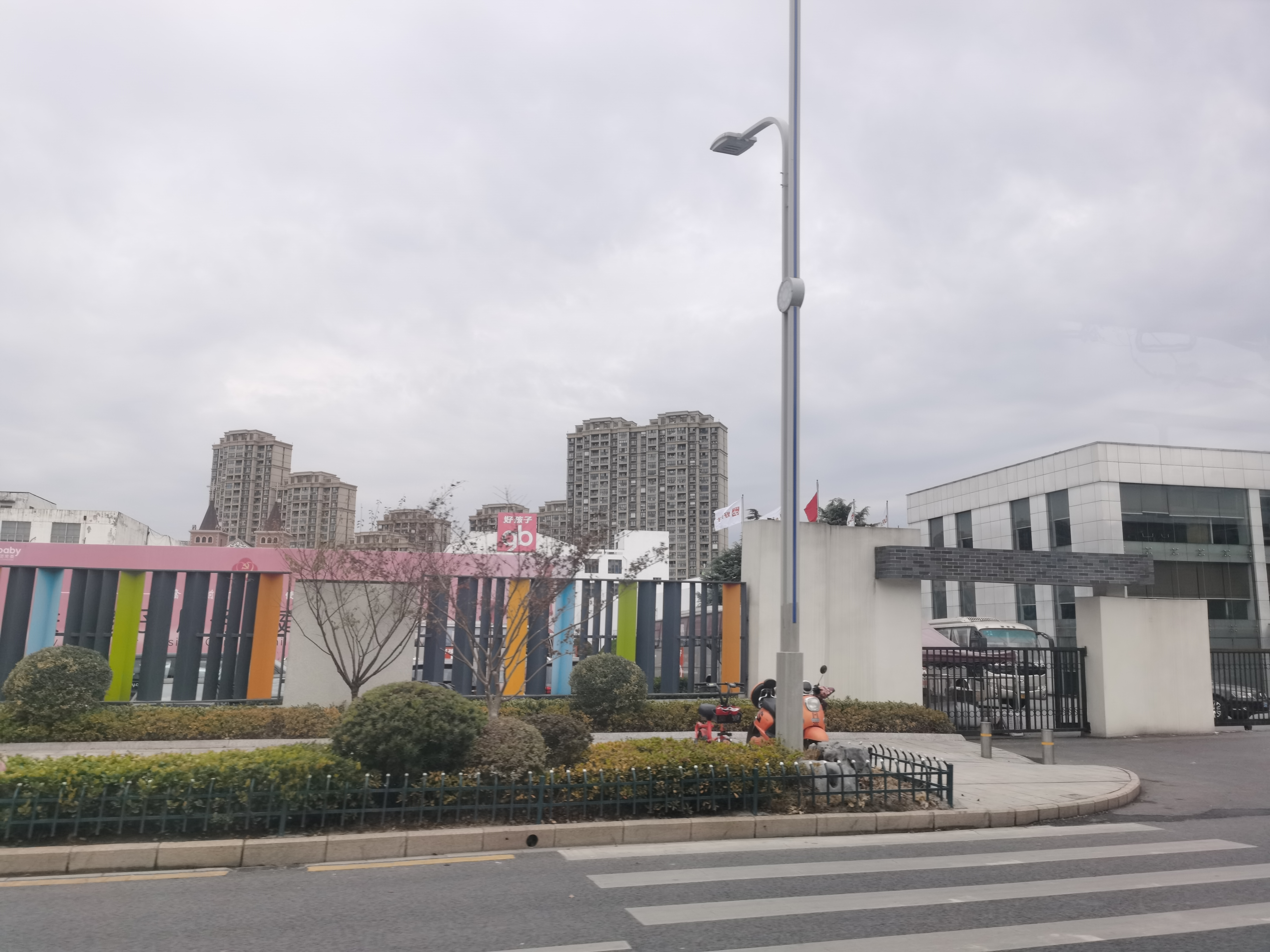
好孩子位于昆山市陆家镇的工厂

好孩子國際控股有限公司，簡稱好孩子國際控股和好孩子國際（英語：Goodbaby International Holdings Limited，港交所：1086），在1989年，由主席宋鄭還，於江蘇昆山（總部）成立「好孩子兒童用品有限公司」。
總裁為Martin Pos，是在2016年1月15日委任，業務在全球經營研發，設計和優質製造，品牌，行銷和銷售嬰幼兒產品，如嬰兒推車，兒童汽車安全座椅，居家產品（即嬰兒床，安全門，高腳椅和嬰兒座椅），以及兒童玩具車（即固定的活動中心，三輪車，電子汽車和滑板車等）。
股份則在2010年11月24日港交所上市，集資額為14.7億港元，全球發售為3億股，招股價為4.9港元。
2015年12月尾，該公司曾把旗下好孩子中國控股有限公司，原定2016年2月12日分拆於港交所上市，但由於市況波動，最後不予進行。

## 外部連結
- gbinternational.com.hk（页面存档备份，存于）